# UCI Women's World Tour 2016
UCI Women's World Tour 2016 var den første udgave af UCI Women's World Tour, der består af ni endagsture fra det tidligere UCI World Cup for kvinder, plus fire andre endagsløb. Men i modsætning til UCI World Cup, så indeholder World Tour også fire etapeløb, som er i Kina, USA og Storbritannien.

## Løb
| Løb ()                                                                       | Dato                                                                         | Vinder                                                                       | Toer                                                                         | Treer                                              | Førende rytter                        |
| ---------------------------------------------------------------------------- | ---------------------------------------------------------------------------- | ---------------------------------------------------------------------------- | ---------------------------------------------------------------------------- | -------------------------------------------------- | ------------------------------------- |
| Strade Bianche                                                               | 5. marts                                                                     | Lizzie Armitstead (GBR) Boels-Dolmans                                        | Katarzyna Niewiadoma (POL) Rabo-Liv                                          | Emma Johansson (SWE) Wiggle High5                  | Lizzie Armitstead (GBR) Boels-Dolmans |
| Ronde van Drenthe                                                            | 12. marts                                                                    | Chantal Blaak (NED) Boels-Dolmans                                            | Gracie Elvin (AUS) Orica-AIS                                                 | Trixi Worrack (DEU) Canyon-SRAM                    | Anna van der Breggen (NED) Rabo-Liv   |
| Trofeo Alfredo Binda-Comune di Cittiglio                                     | 20. marts                                                                    | Lizzie Armitstead (GBR) Boels-Dolmans                                        | Megan Guarnier (USA) Boels-Dolmans                                           | Jolanda Neff (SUI) Servetto Footon                 | Lizzie Armitstead (GBR) Boels-Dolmans |
| Gent-Wevelgem                                                                | 27. marts                                                                    | Chantal Blaak (NED) Boels-Dolmans                                            | Lisa Brennauer (DEU) Canyon-SRAM                                             | Lucinda Brand (NED) Rabo-Liv                       | Chantal Blaak (NED) Boels-Dolmans     |
| Flandern Rundt                                                               | 3. april                                                                     | Lizzie Armitstead (GBR) Boels-Dolmans                                        | Emma Johansson (SWE) Wiggle High5                                            | Chantal Blaak (NED) Boels-Dolmans                  | Lizzie Armitstead (GBR) Boels-Dolmans |
| La Flèche Wallonne Féminine                                                  | 20. april                                                                    | Anna van der Breggen (NED) Rabo-Liv                                          | Evelyn Stevens (USA) Boels-Dolmans                                           | Megan Guarnier (USA) Boels-Dolmans                 | Lizzie Armitstead (GBR) Boels-Dolmans |
| Tour of Chongming Island                                                     | 6 – 8. maj                                                                   | Chloe Hosking (AUS) Wiggle High5                                             | Huang Ting-ying (TWN) Taiwan (landshold)                                     | Leah Kirchmann (CAN) Team Liv-Plantur              | Lizzie Armitstead (GBR) Boels-Dolmans |
| Tour of California                                                           | 19 – 22. maj                                                                 | Megan Guarnier (USA) Boels-Dolmans                                           | Kristin Armstrong (USA) TWENTY16-Ridebiker                                   | Evelyn Stevens (USA) Boels-Dolmans                 | Megan Guarnier (USA) Boels-Dolmans    |
| Philadelphia International Cycling Classic                                   | 5. juni                                                                      | Megan Guarnier (USA) Boels-Dolmans                                           | Elisa Longo Borghini (ITA) Wiggle High5                                      | Alena Amialiusik (BLR) Canyon-SRAM                 | Megan Guarnier (USA) Boels-Dolmans    |
| The Women's Tour                                                             | 15 – 19. juni                                                                | Lizzie Armitstead (GBR) Boels-Dolmans                                        | Ashleigh Moolman (RSA) Cervélo-Bigla Pro Cycling                             | Elisa Longo Borghini (ITA) Wiggle High5            | Megan Guarnier (USA) Boels-Dolmans    |
| Giro Rosa                                                                    | 1 – 10. juli                                                                 | Megan Guarnier (USA) Boels-Dolmans                                           | Evelyn Stevens (USA) Boels-Dolmans                                           | Anna van der Breggen (NED) Rabo-Liv                | Megan Guarnier (USA) Boels-Dolmans    |
| La Course by Le Tour de France                                               | 24. juli                                                                     | Chloe Hosking (AUS) Wiggle High5                                             | Lotta Lepistö (FIN) Cervélo-Bigla Pro Cycling                                | Marianne Vos (NED) Rabo-Liv                        | Megan Guarnier (USA) Boels-Dolmans    |
| RideLondon Classique                                                         | 30. juli                                                                     | Kirsten Wild (NED) Team Hitec Products                                       | Nina Kessler (NED) Lensworld–Zannata                                         | Leah Kirchmann (CAN) Team Liv-Plantur              | Megan Guarnier (USA) Boels-Dolmans    |
| Open de Suède Vårgårda Holdtidskørsel                                        | 19. august                                                                   | Boels-Dolmans                                                                | Cervélo-Bigla Pro Cycling                                                    | Rabo-Liv                                           | Megan Guarnier (USA) Boels-Dolmans    |
| Open de Suède Vårgårda                                                       | 21. august                                                                   | Emilia Fahlin (SWE) Alé-Cipollini                                            | Lotta Lepistö (FIN) Cervélo-Bigla Pro Cycling                                | Chantal Blaak (NED) Boels-Dolmans                  | Megan Guarnier (USA) Boels-Dolmans    |
| GP de Plouay-Bretagne                                                        | 27. august                                                                   | Eugenia Bujak (POL) BTC City Ljubljana                                       | Elena Cecchini (ITA) Canyon-SRAM                                             | Joëlle Numainville (CAN) Cervélo-Bigla Pro Cycling | Megan Guarnier (USA) Boels-Dolmans    |
| La Madrid Challenge by La Vuelta                                             | 11. september                                                                | Jolien D'Hoore (BEL) Wiggle High5                                            | Chloe Hosking (AUS) Wiggle High5                                             | Marta Bastianelli (ITA) Alé-Cipollini              | Megan Guarnier (USA) Boels-Dolmans    |
| Points ved endagsløb og generelle klassifikationer (1. plads osv.)           | Points ved endagsløb og generelle klassifikationer (1. plads osv.)           | Points ved endagsløb og generelle klassifikationer (1. plads osv.)           | Points ved endagsløb og generelle klassifikationer (1. plads osv.)           | Etapepoints (i etapeløb)                           | Etapepoints (i etapeløb)              |
| 120, 100, 85, 70, 60, 50, 40, 35, 30, 25, 20, 18, 16, 14, 12, 10, 8, 6, 4, 2 | 120, 100, 85, 70, 60, 50, 40, 35, 30, 25, 20, 18, 16, 14, 12, 10, 8, 6, 4, 2 | 120, 100, 85, 70, 60, 50, 40, 35, 30, 25, 20, 18, 16, 14, 12, 10, 8, 6, 4, 2 | 120, 100, 85, 70, 60, 50, 40, 35, 30, 25, 20, 18, 16, 14, 12, 10, 8, 6, 4, 2 | 25, 20, 18, 16, 14, 12, 10, 8, 6, 4                | 25, 20, 18, 16, 14, 12, 10, 8, 6, 4   |
| Kilde                                                                        |                                                                              |                                                                              |                                                                              |                                                    |                                       |

## Placeringer
| Individuelle placeringer  | Individuelle placeringer        | Individuelle placeringer                      | Individuelle placeringer |
| Nr.                       | Navn                            | Hold                                          | Point                    |
| ------------------------- | ------------------------------- | --------------------------------------------- | ------------------------ |
| 1                         | Megan Guarnier (USA)            | Boels-Dolmans                                 | 946                      |
| 2                         | Leah Kirchmann (CAN)            | Team Liv-Plantur                              | 624                      |
| 3                         | Lizzie Armitstead (GBR)         | Boels-Dolmans                                 | 545                      |
| 4                         | Chantal Blaak (NED)             | Boels-Dolmans                                 | 541                      |
| 5                         | Elisa Longo Borghini (ITA)      | Wiggle High5                                  | 523                      |
| 6                         | Evelyn Stevens (USA)            | Boels-Dolmans                                 | 519                      |
| 7                         | Anna van der Breggen (NED)      | Rabo-Liv                                      | 492                      |
| 8                         | Emma Johansson (SWE)            | Wiggle High5                                  | 463                      |
| 9                         | Chloe Hosking (AUS)             | Wiggle High5                                  | 450                      |
| 10                        | Marianne Vos (NED)              | Rabo-Liv                                      | 442                      |
| 11                        | Katarzyna Niewiadoma (POL)      | Rabo-Liv                                      | 421                      |
| 12                        | Alena Amialiusik (BLR)          | Canyon-SRAM                                   | 288                      |
| 13                        | Maria Giulia Confalonieri (ITA) | Lensworld–Zannata                             | 286                      |
| 14                        | Lotta Lepistö (FIN)             | Cervélo-Bigla Pro Cycling                     | 279                      |
| 15                        | Amy Pieters (NED)               | Wiggle High5                                  | 265                      |
| 16                        | Marta Bastianelli (ITA)         | Alé-Cipollini                                 | 249                      |
| 17                        | Eugenia Bujak (POL)             | BTC City Ljubljana                            | 245                      |
| 18                        | Joëlle Numainville (CAN)        | Cervélo-Bigla Pro Cycling                     | 241                      |
| 19                        | Carmen Small (USA)              | Cervélo-Bigla Pro Cycling Cylance Pro Cycling | 240                      |
| 20                        | Roxane Fournier (FRA)           | Poitou-Charentes.Futuroscope.86               | 234                      |
| 163 ryttere scorede point |                                 |                                               |                          |
| Kilde:                    |                                 |                                               |                          |